# American Psycho (album)
Pour les articles homonymes, voir American Psycho.
Albums de Misfits
The Misfits
(1996) Static Age
(1997)
Singles
L'album American Psycho marque le retour sur le devant de la scène des Misfits à la suite du départ, en 1983, d'un des membres fondateurs du groupe : le chanteur Glenn Danzig.

## Liste des titres
| No  | Titre                          | Durée |
| --- | ------------------------------ | ----- |
| 1.  | Abominable Dr. Phibes          |       |
| 2.  | American Psycho                |       |
| 3.  | Speak Of The Devil             |       |
| 4.  | Walk Among Us                  |       |
| 5.  | The Hunger                     |       |
| 6.  | From Hell They Came            |       |
| 7.  | Dig Up Her Bones               |       |
| 8.  | Blacklight                     |       |
| 9.  | Résurrection                   |       |
| 10. | This Island Earth              |       |
| 11. | Crimson Ghost                  |       |
| 12. | Day Of The Dead                |       |
| 13. | The Haunting                   |       |
| 14. | Mars Attacks                   |       |
| 15. | Hate The Living, Love The Dead |       |
| 16. | Shining                        |       |
| 17. | Don't Open 'Til Doomsday       |       |

## Musiciens
- Michale Graves : Chant
- Doyle Wolfgang von Frankenstein : Guitare
- Jerry Only : Basse
- Dr.Chud : Batterie